# 쑨뎬잉

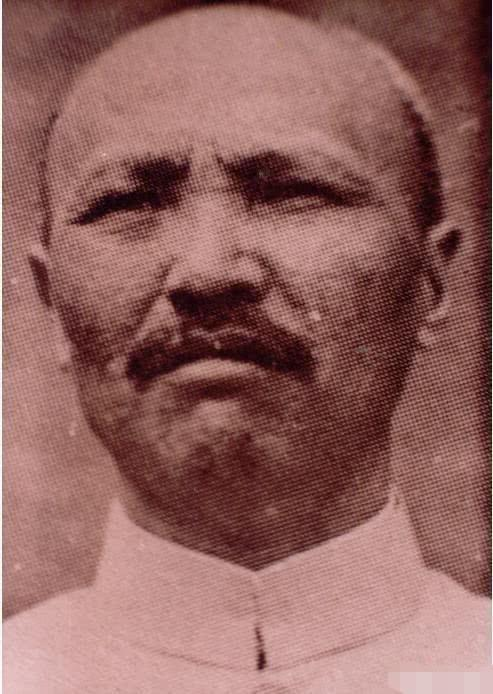
쑨뎬잉

쑨뎬잉(孫殿英, 1889년?~1948년)은 중국의 비적, 군인, 군벌로 민국 시대에 여러 세력들 사이에서 수많은 배신을 한 인물로 유명하다.  허난성 상추시 융청시에서 태어나 도박꾼, 마약 장사, 비적질을 일삼던 쑨뎬잉은 직예군벌 소속 장종창의 부하로서 활동하다가 장쭤린에게 복종하였고, 이후 국민당에 투항했는데 이 시기에 청동릉을 도굴한 사건을 일으켜 푸이가 만주국에 참가하도록 영향을 미쳤다. 중일전쟁 때 처음에는 중국 편에서 참전했으나 이후 왕정위 정권에 합류했다.